# Burgstall Fuchsberg
Der Burgstall Fuchsberg liegt auf der Lechleite über Altkissing im Landkreis Aichach-Friedberg in Schwaben. Von der hochmittelalterlichen Spornburg auf 525 m ü. NN haben sich nur Geländespuren erhalten.

## Geschichte

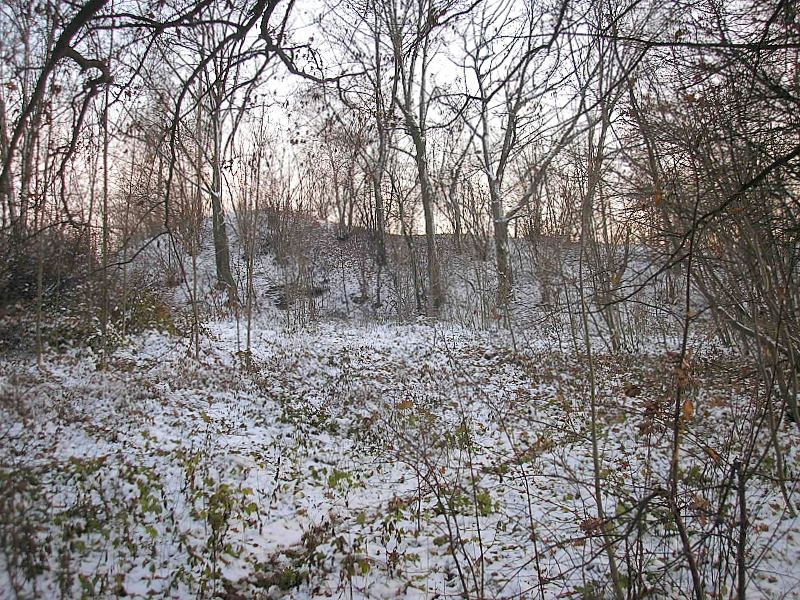
Das nördlich vorgelagerte Plateau. Blick nach Süden auf den Wall der Hauptburg

Der Fuchsberg (Eierberg) liegt nördlich hinter dem Petersberg mit der Peterskirche, die wohl die erste Pfarrkirche Kissings war. Die Burg liegt jedoch nicht auf dem fortifikatorisch günstigen südlichen Ende des Hügelspornes, sondern etwa 150 Meter nördlich über einem Geländeeinschnitt. Wahrscheinlich war die Veste der erste Sitz des Ortsadels, eine welfische Ministerialenburg oder eine Dienstmannenburg der edelfreien Herren von Kissing. Dieses Geschlecht errichtete sich im Hochmittelalter eine standesgemäße Turmhügelburg am südlichen Ortsrand. Der Burgstall Kissing trägt seit dem 17. Jahrhundert eine barocke Wallfahrtskapelle.
Zur Geschichte und Funktion des Fuchsberges fehlen hingegen jegliche Überlieferungen in den ortsgeschichtlichen Quellen. Der Ansitz wurde bisher bis auf Luftbildaufnahmen noch nicht archäologisch untersucht.

## Beschreibung
Der Burgstall liegt an der bewaldeten Hangkante des Lechraines. Im Norden fällt das Gelände in einer steilen Stufe etwa vier bis fünf Meter ab. Im Osten dieser Geländestufe liegt der Rest einer Aufschüttung, vielleicht eines Turmhügels. Hier im Osten deutet eine flache Geländemulde auf einen verfüllten Graben hin. Der Höhenunterschied zum Plateau der Anschüttung beträgt hier ungefähr sechs Meter. Der Burgstall zeigt allerdings keine typischen Merkmale einer hochmittelalterlichen Turmhügelburg (Motte). Insbesondere fehlt hier ein Graben um den Erdkegel, die Anschüttung wurde der Terrasse offenbar aufgesetzt.
Die sonstigen Geländemerkmale wurden durch die landwirtschaftliche Nutzung des Areals verwischt. Im Nahbereich der Anlage konnte der Luftbildarchäologe Otto Braasch einen Mauerzug dokumentieren.
Das Bayerische Landesamt für Denkmalpflege verzeichnet das Bodendenkmal als mittelalterlichen Turmhügel unter der Denkmalnummer D 7-7631-0066.